# Formulation de Simone
La Formulation de Simone est une formule probiotique et une méthode de fabrication développées par le docteur en médecine Professeur Claudio De Simone (MD, FAGA).
La Formulation de Simone fait l'objet d'études cliniques pour divers problèmes de santé dès les années 1990, mais les recherches ont surtout visé son efficacité dans la prise en charge médicale des affections intestinales chroniques, y compris le syndrome du côlon irritable (SCI/IBS), et les maladies inflammatoires chroniques de l'intestin (MICI /IBD),,,.    
La formulation probiotique est classée comme un aliment médical probiotique à haute puissance aux États-Unis. Il est destiné à la prise en charge diététique de la dysbiose (déséquilibre de la biodiversité) associée au syndrome du côlon irritable (SCI/IBS), de la diarrhée associée aux antibiotiques, de la colite ulcéreuse (CU),, de la pochite, de l’encéphalopathie hépatique (EH/HE), de la grossesse, pour les bébés nés par Césarienne (Césarienne) et pour les bébés nourris au biberon.

## Histoire
Le Pr de Simone a breveté pour la première fois la Formulation de Simone auprès de l'Office des Brevets et des Marques des États-Unis le 10 février 1998, sous le numéro 5 716 615. La société de distribution pharmaceutique, VSL Pharmaceuticals, Inc., a ensuite attribué le nom de marque déposée VSL#3 à la formulation probiotique du Pr de Simone. Le brevet est renouvelé le 22 janvier 2008, avec Claudio De Simone comme seul inventeur de la formulation vendue à l'époque sous le nom de marque VSL#3. La Formulation de Simone a été vendue aux consommateurs sous la marque VSL#3 de 2002 à mai 2016,. Depuis mai 2016, la Formulation de Simone n'est plus dans le probiotique qui est vendu sous le nom de marque VSL#3.        
La distribution nord-américaine est passée à la société ExeGi Pharma en 2016 et la distribution européenne a été assurée par la société Mendes SA depuis 2015. La Formulation de Simone est vendue sous un certain nombre de noms de marque régionaux différentes, notamment Visbiome aux États-Unis et au Canada et sous le nom de Vivomixx en Europe, y compris au Royaume-Uni.      
Avant mai 2016, la Formulation De Simone, vendue sous le nom de marque VSL#3, a fait l'objet de recherches dans plus de 70 essais cliniques humains. Cette recherche clinique d'avant mai 2016 utilisant la Formulation De Simone a été publiée et référencée dans des centaines de revues médicales et scientifiques à comité de lecture sous le nom de VSL#3.      
Toutes les recherches sur la Formulation de Simone depuis mai 2016 sont citées soit sous la référence de la Formulation de Simone ou sont associées à divers nom de marque régionaux,.

## Procès
La Formulation de Simone a fait l'objet d’actions judiciaires. Aux États-Unis, la 4e Cour d’Appel de Circuit des États-Unis a confirmé un verdict de publicité mensongère contre les fabricants du probiotique VSL#3 en février 2021 indiquant qu'il y avait suffisamment de preuves pour étayer la conclusion d'un jury de novembre 2018 selon laquelle les fabricants de VSL#3 avaient établi « une copie imparfaite obtenue par rétro-ingénierie » de la formulation probiotique à signature de De Simone qui a été vendue sous le nom de marque VSL # 3 jusqu'en mai 2016 après le retrait de ce dernier de leur coentreprise, VSL Pharmaceuticals Inc. D’après le procès, son départ était dû à des pressions pour substituer des bactéries moins chères dans le processus de fabrication pour réduire les coûts de production et augmenter les profits. L'action en justice indique que le professeur De Simone a apparemment refusé. Les fabricants de VSL#3 ont été condamnés à verser au Professeur De Simone et à la société ExeGi Pharma un total combiné de 18 millions de dollars (USD) de dommages et intérêts,,      
La Cour a également émis une injonction permanente destinée à empêcher les revendications, implicites ou déclarées, de continuité entre les deux différentes formulations. Le tribunal a également cité la santé publique et des soucis liés au bien-être, lorsqu'il a empêché les fabricants de VSL # 3 de rattacher leur produit à la Formulation de Simone originale en se référant à des études cliniques qui avaient été exécutée en utilisant la Formulation de Simone avant mai 2016.      
Le 1er août 2019, l'association American Gastroenterology Association (AGA), association médicale des gastro-entérologues aux États-Unis, a publié une correction concernant le Formulation De Simone et le VSL#3. La correction de l'AGA indiquait que celle-ci avait fait référence à des études référencées dans son Analyse Technique de 2019 sur la Prise en Charge des Colites Ulcéreuse de Légères à Modérées qui étaient basées sur la formulation probiotique connue auparavant sous le nom de marque VSL#3 avant mai 2016, mais qui était maintenant connue sous le nom de formule « Formulation de Simone »,.      
Le 24 janvier 2022, l'Organisation Européenne de la Maladie de Crohn et de la Colite (European Crohn's and Colitis Organisation, ECCO) a envoyé une lettre au rédacteur en chef de l'Oxford Academic's Journal of Crohn's and Colitis (JCC) indiquant qu'à la suite d'une injonction judiciaire, l'ECCO doit fournir une note de clarification pour les changements relatifs au VSL#3 et à la Formulation De Simone dans les articles qui font référence ou étudient ces probiotiques.

## Claudio de Simone
L'inventeur de la formule probiotique, le professeur Claudio De Simone, est un universitaire européen de renommée internationale dans le domaine des probiotiques et du microbiote humain. Il est un membre de l'American College of Gastroenterology. Il est également Professeur à la retraite de Maladies infectieuses à l'université de L'Aquila (Italie), où il s'est spécialisé dans la gastro-entérologie, l’allergologie et l’immunologie clinique. Le Professeur De Simone est diplômé de l'université de Rome avec la distinction Summa Cum Laude pour la médecine et chirurgie en 1975. Il a également obtenu des diplômes médicaux spécialisés en gastro-entérologie et en immunologie.      
Le professeur a développé la formulation probiotique connue sous le nom de « Formulation de Simone » dans les années 1990. Il s'agit d'un mélange de huit souches bactériennes à haute concentration dans un rapport spécifique. Il est l'auteur de plus de 200 études de cas, d'articles scientifiques et de chapitres de livres publiés,.